# دوري أندورا الممتاز 2016–17
دوري أندورا الممتاز 2016–17 هو الموسم 21 من  دوري أندورا الممتاز. أقيم خلال الفترة 18 سبتمبر 2016 وحتى 21 مايو 2017، والذي يشرف على تنظيمه اتحاد أندورا لكرة القدم، وكان عدد الأندية المشاركة فيه  8، وفاز فيه نادي سانتا كولوما.